# مدفع لومبارد

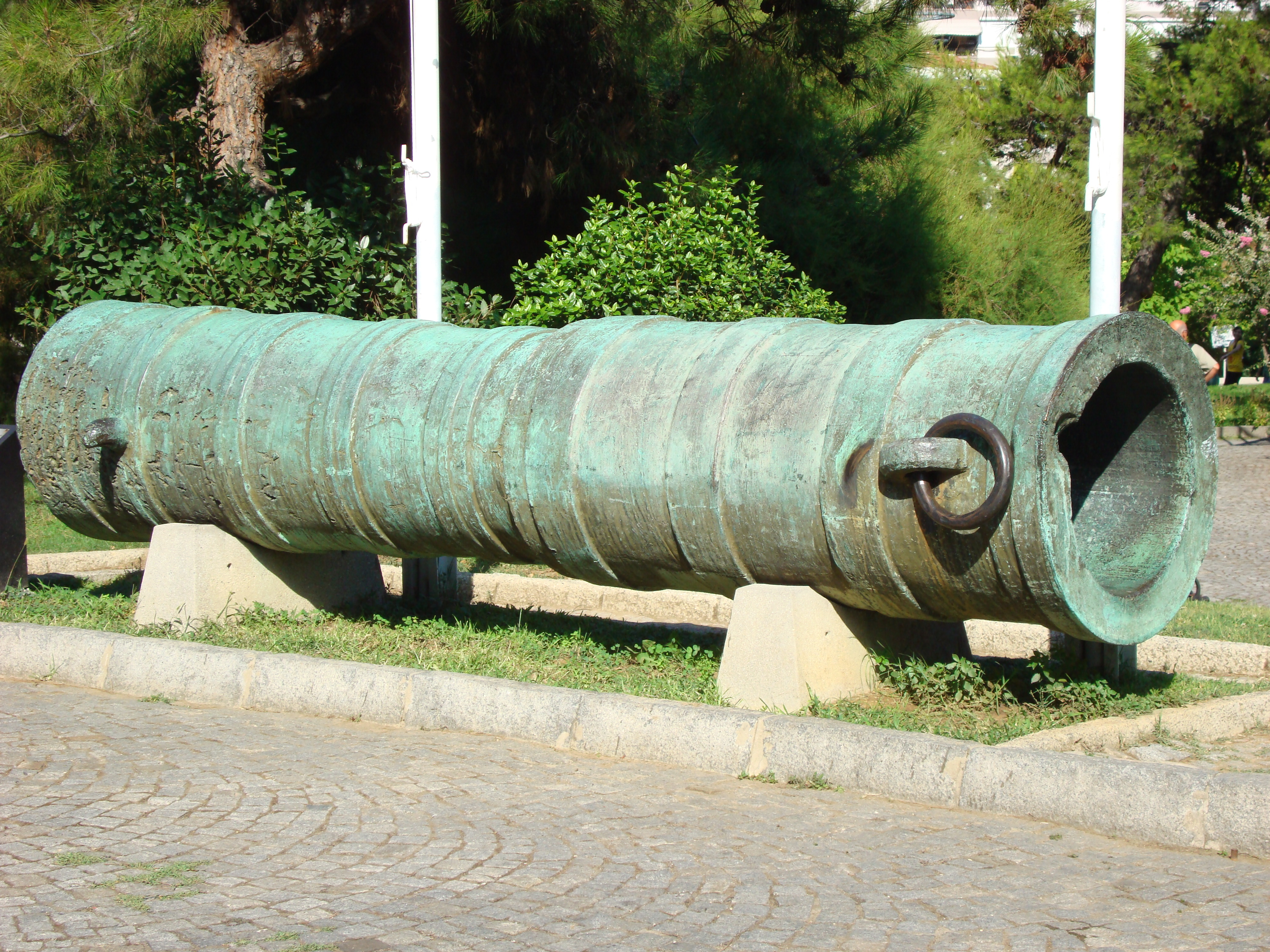
مدفع استُخدم أثناء حصار القسطنطينية، في المتحف العسكري بإسطنبول

مدفع لومبارد (بالإنجليزية: Lombard)‏ هو مدفعٌ ذو سبطانة ملساء، استعملَ في بدايةٍ عصر النهضة في إسبانيا وإيطاليا. استعملّ هذا المدفع أيضًا منبهًا لتنبيه كريستوفر كولومبوس في بداية رحلاته بأنَّ هذه الأرض (أصبحت حاليًا تُعرف بالباهامس) قد رُصدت من قبل.

## التسمية
يُسمى أيضًا مدفع لونباردا أو ووالبراكير (بمعنى مُحطم الجدران) أو كيبرانتمورو (quebrantamuro).